# 栢原英郎
栢原 英郎（かやはら ひでお、1940年2月13日 - 2025年5月6日）は、日本の運輸技官、土木技術者。技術士、工学博士、土木学会認定特別上級土木技術者（調査・計画）。
運輸省港湾局長や、同省技術総括審議官、北海道大学公共政策大学院特任教授、日本港湾協会会長、土木学会会長等を歴任した。土木学会功績賞受賞。

## 人物・経歴
東京都生まれ。
東京都立小山台高等学校を経て、1964年北海道大学工学部土木工学科卒業、運輸省（現国土交通省）入省。1980年国際臨海開発研究センター主任研究員。1984年国土庁計画・調整局計画官。1987年運輸省港湾局開発課長。1990年運輸省第一港湾建設局長。1994年運輸省港湾局長。1996年運輸省技術総括審議官。
1998年日本港湾協会理事長、2005年北海道大学公共政策大学院特任教授、2006年日本港湾協会会長、2008年土木学会会長をそれぞれ歴任。
2008年に「我が国の国土計画における地域開発モデルに関する研究」により北海道大学博士（工学）の学位を取得。2010年土木学会論説委員会委員長。2010年度土木学会功績賞受賞。
2014年に草苑保育専門学校校長に就任。瑞宝中綬章受章。明治学院理事等も歴任した。
2025年5月6日に死去。85歳没。没日付を以て正四位に叙された。

## 著書
- 『築土経国 : 「土木学」の提言』（編著）山海堂 2001年
- 『日本人の国土観 : 地球時代への指針』ウェイツ 2008年
- 『先輩の背中 私の背中－後輩への伝言－』ウェイツ2024年